# 梅若万三郎 (2世)
二世梅若万三郎（にせい うめわか まんざぶろう、本名:梅若万佐世、1908年（明治41年）3月23日 - 1991年（平成3年）4月21日）は、シテ方観世流の能楽師。重要無形文化財保持者（総合認定）。

## 概説
初世梅若万三郎の四男として東京に生まれる。1948年（昭和23年）に二世梅若万三郎を襲名、橘香会および梅若研能会を主宰。重要無形文化財保持者（総合認定）。1967年（昭和42年）の第一回「日本能楽団」欧州公演に団長として参加。以後、度々ヨーロッパで能を上演、スウェーデンからカーネーション勲章を贈られた。1980年（昭和55年）勲四等瑞宝章を授かる。弟に梅若猶義、長男に梅若万紀夫（後の三世梅若万三郎）、二男に梅若万佐晴、叔父に 二世梅若実がいる。

## 関連書誌
- 『謡曲入門』川津書店〈入門新書〉、1951年。doi:10.11501/2458517。全国書誌番号:51004838。
- 「現在物の謠ひ方」『能楽全書』 5巻、野上豊一郎，三宅襄、東京創元社、1958年。doi:10.11501/2467090。全国書誌番号:54003580。
  - 「現在物の謠ひ方」『能楽全書』 7巻、野上豊一郎、東京創元社、1979年12月、25-28頁。doi:10.11501/12435519。全国書誌番号:80009233。

## ビデオグラム
- 『仕舞、独吟、一調、舞囃子集』NHKエンタープライズ〈能楽名演集〉、DVD-Video[3]。
- 『特選 NHK能楽鑑賞会 一調・独吟・一管集』NHKエンタープライズ、DVD-Video[4]。

## 脚註